# Ondermolen K
Ondermolen K is een omstreeks 1633 gebouwde poldermolen, die later is voorzien van een vijzel. Het is een rietgedekte achtkantige molen van het type grondzeiler met een oudhollands wiekenkruis. De kap is voorzien van een kruiwerk met houten rollen, dat van binnen gekruid wordt. De molen is, zoals meer Noord-Hollandse poldermolens, een binnenkruier. Hij is voorzien van een vaste stutvang.
De molen was onderdeel van de zogenaamde 'Noordkust' van de Schermer, dat samen met de 'Zuidkust' en de kleinere gang bij Schermerhorn de taak had om de binnenboezem van de Schermer in drie trappen uit te malen naar de Schermerboezem. In tegenstelling tot de kleine gang bij Schermerhorn is de Noordkust drietraps gebleven, omdat de vijzels niet genoeg voldeden om terug te gaan naar twee trappen.
De molen, die niet te bezoeken is, is samen met de andere schermer molens eigendom van Stichting De Schermer Molens.
Bemaling:
Poldermolen D ·
Poldermolen E ·
Poldermolen K ·
Poldermolen M ·
Poldermolen O ·
Ondermolen C ·
Ondermolen D ·
Ondermolen K ·
Ondermolen O ·
Bovenmolen E ·
Bovenmolen G

Overig:
De Otter ·
Tjasker Zuidschermer ·
Schermer Molens Stichting